# Blu-ray ripper
 'Blu-ray Ripper'  es un programa de software.
Blu-ray ripper[ Blu-ray ripper], Blu-ray rasga software, se utiliza principalmente para eliminar la protección de Blu-ray, el disco Blu-ray y los archivos de formato Blu-ray en formatos reproducibles, tales como MKV, MP4, AVI, MP3, y así sucesivamente.

## La función de la parte superior
1. Quite la protección de Blu-ray, incluyendo el código de región de Blu-ray, AACS, BD +, y otros;
2. El disco Blu-ray, archivo ISO o carpeta para convertir Blu-ray a los formatos de vídeo como AVI, MP4, AVI, y otros;
3. El disco Blu-ray, archivo ISO o carpeta de Blu-ray para convertir formatos de audio como MP3, WMV, etc;
4. Películas Blu-ray se pueden convertir en un dispositivo, como Apple, Google, Android, Samsung, Sony, Western Digital y así sucesivamente.

## Desarrollo Historia
Blu-ray es una tecnología de patente, la necesidad de adquirir la licencia correspondiente antes de que puedan reproducir películas Blu-ray, y los dos sistemas operativos para ordenadores Mac y Windows no debería apoyo, hay una gran cantidad de software es que los usuarios pueden reproducir películas Blu-ray en su PC, sino que también requiere un ordenador con la configuración adecuada puede, se necesita una unidad Blu-ray. Blu-ray software de conversión para ver, es una forma de compromiso, la luz azul se convierte en otros formatos reproducibles.

## Formato de software
Soporte de software de Java
Disco Blu-ray en el 2005, anunció la asociación de discos Blu-ray con Sun Microsystems, tecnología Java, reproductor de discos Blu-ray, disco Blu-ray se puede hacer con la función relacionada.
código de área
- Zona Unang Ang (A / 1): América del Norte, América Central, América del Sur (Labot walay sa Guayana Francesa), Japón, China, Hong Kong, Taiwán, China, Corea del ug sudeste de Asia
- Zona nga Ang ikaduha (B / 2): Europa, Groenlandia, kolonya francés, ang Oriente Medio, África, Australia ug Nueva Zelanda
- Ang ikatulo nga zona (C / 3): India, Rusia, China, Bangladés, Nepal, Pakistán ug Sur Asia

Gestión de derechos digitales
Disco Blu-ray antes de los tres tipos de formas en que la gestión de derechos digitales (DRM), entre ellos:
AACS
AACS a todo lo que se escribe para el Advanced Access Content System, la AACS LA (Administrador de licencias AACS) es responsable del desarrollo, el desarrollo conjunto de las empresas, incluyendo Disney, Intel, Microsoft, Mitsubishi, Panasonic, Warner Hermanos, IBM, Samsung y. AACS es responsable de proteger el contenido del disco, es una parte importante de la protección de los derechos de autor digital.
BD +
BD + máquina virtual alojada en un disco Blu-ray en miniatura, discos Blu-ray para proporcionar acceso al reproductor puede reproducir discos Blu-ray.
ROM Marcos
ROM Mark es un conjunto de datos de bloque de código, además de discos Blu-ray en la que se encarga de la vigilancia y el control del disco Blu-ray no se permite en el jugador de traducir en